# 미국 태평양 함대의 전투 서열
이 문서는 미국 태평양 함대의 전투 서열를 모았다.

## 1908년
- 제1전대 (옛 아시아 함대 부대, 서해안 배치)
  - 제1분대: 장갑순양함 USS 웨스트버지니아, USS 콜로라도, USS 메릴랜드, USS 펜실베이니아
  - 제2분대: 장갑순양함 USS 테네시, USS 캘리포니아, USS 워싱턴
- 제2전대
  - 제3분대: 순양함 USS 찰스턴; 장갑순양함 USS 밀워키, USS 세인트루이스
  - 제4분대: 순양함 USS 알바니; 포함 USS 요크타운
- 제4어뢰전단: USS 페리 (DD-11), USS 프레블 (DD-12)
- 아시아 해역
  - 제3전대
  - 제1어뢰전단

1909년 1월 1일자 목록는 1980년 목록에서 변화를 나타내었다: USS 찰스턴 (C-22)는 편성표에서 재적되었다. 장갑순양함 USS 사우스다코타 (ACR-9)가 제2분대에 추가되었다. 제4분대는 재적되었다. 태평양 어뢰함대(Pacific Torpedo Fleet)는 독립적으로 지휘받는 것으로 기술되었다.

## 1941년 12월 7일
1941년 12월 7일자 전투 서열은 다음와 같다:
- 전투군(Battle Force, Pacific Fleet)
  - 전함대(Battleships, Battle Force)
  - 항공기대(Aircraft, Battle Force)
  - 순양함대(Cruisers, Battle Force)
  - 구축함대(Destroyers, Battle Force)
- 정찰군(Scouting Force, Pacific Fleet)
  - 순양함대(Cruisers, Scouting Force)
  - 항공기대(Aircraft, Scouting Force)
  - 잠수함대(Submarines, Scouting Force)
- 기지대(Base Force, Pacific)
- 수륙양용군(Amphibious Forces, Battle Force)

### 태평양 함대, 전투부대

#### 전함대
- 제1전함분대 (RADM 아이작 C. 키드)
  - USS 펜실베이니아
  - USS 애리조나 §
  - USS 네바타
- 제2전함분대 (RADM 데이비드 W. Bagley)
  - USS 테네시 §
  - USS 캘리포니아
  - USS 오클라호마
- 제4전함분대 (RADM 월터 S. 앤더슨)
  - USS 콜로라도
  - USS 매릴랜드
  - USS 웨스트버지니아 §

이들 9척의 전함은 intended to counterbalance the 일본 제국 해군의 전함 10척에 대한. 진주만 공격으로 펜실베이니아는 정비를 받기 위해 건선거에 들어가고, 콜로라도는 워싱턴주의 브레머튼 해군공창로 보내졌다.

#### 항공기대
- 제1항공모함분대 (RADM 오브리 W. 피치)
  - USS 새러토가
  - USS 렉싱턴 §
- 제2항공모함분대 (VADM 윌리엄 F. 할시 주니어)
  - USS 엔터프라이즈 §

마침 공격당할 때, 모든 3개 항공모함은 자리를 지웠다. – 새러토라는 보충(major refit)에 따라 샌디에고에서 항공단(air group)을 모으고 있었고, 엔터프라이즈는 웨이크섬에 항공기를 보내는 임무에 따라 하와이로 복귀하는 항로에 있었는데, while 렉싱턴은 미드웨이로 비슷한 임무를 수행하러 출항하였다.

#### 순양함대
- 제3순양함분대 (RADM Abel T. Bidwell)
  - USS 트렌턴
  - USS 리치먼드
  - USS 콩코드 §
- 제9순양함분대 (RADM 허버트 F. 리어리)
  - USS 호놀룰루 §
  - USS 보이스
  - USS 피닉스
  - USS 세인트루이스
  - USS 헬레나

#### 구축함대
- 제1구축함전단 (RADM Robert A. Theobald)[3]
  - 제1구축함전대
  - 제3구축함전대
  - 제5구축함전대
- 제2구축함전단 (RADM Milo F. Draemel)
  - 제4구축함전대
  - 제6구축함전대
  - 제50구축함분대

### 태평양 함대, 순찰군

#### 순양함부대
- 제4순양함분대 (RADM 존 H. 뉴턴)
  - USS 시카고 §
  - USS 포틀랜드
  - USS 인디애나폴리스
- 제5순양함분대 (RADM 레이먼드 A. 스프루언스)
  - USS 솔트레이크시티
  - USS 노스햄프턴 §
  - USS 체스터
- 제6순양함분대 (RADM 프랭크 J. 플레처)
  - USS 애스토리아 §
  - USS 미니애폴리스
  - USS 뉴오리건
  - USS 샌프란시스코

#### 잠수함대
- 제2잠수함전대
  - 제21잠수함분대
  - 제22잠수함분대
- 제4잠수함전대
  - 제41잠수함분대
  - 제42잠수함분대
  - 제43잠수함분대
- 제6잠수함전대
  - 제61잠수함분대
  - 제62잠수함분대
- 제8잠수함전대
  - 제81잠수함분대
  - 제82잠수함분대
- 제10잠수함전대
  - 제101잠수함분대
  - 제102잠수함분대

#### 항공기대
- 제1순찰 Wing
  - VP-11
  - VP-12
  - VP-14
- 제2순찰 Wing
  - VP-21
  - VP-22
  - VP-23
  - VP-24
- 제4순찰 Wing
  - VP-41
  - VP-42

## 1945년 5월 1일
1945년 5월 1일 태평양 전쟁 막바지의 미국 태평양 함대 조직은 다음과 같다:

### 태평양 함대 및 태평양 지역
- 총사령관: 함대제독 체스터 W. 니미츠
- 부사령관: VADM 존 헨리 타워스
- 참모장: VADM 찰스 H. 맥모리스
- 기함: USS 펜실베이니아 (BB-38), 함장: Captain C. F. Martin
- 태평양 구축함대: 사령관: RADM W. L. Ainsworth
- 태평양 전함대
  1. 제1전함전대 전대장: VADM J. B. Oldendorf
  2. 제2전함전대 전대장: VADM W. A. Lee, Jr.
- 태평양 함공모함 태스크포스
  1. 제1함공모함 태스크포스 (1stCarTaskForPac) - VADM M. A. Mitscher
  2. 제2함공모함 태스크포스 (2ndCarTaskForPac) - VADM J. S. 맥캐인
- 태평양 함대, 모터어뢰정전대(s), 사령관: Capt. R. W. Bates

### 제1함대
실제 제1함대가 설립된 것은 아니고, 태스크포스 순번대 10~19을 쓰기 위해 서류상으로만 존재하는 함대로, 종전 이후에 전시 동원해제 이후에 1947년 1월 1일에 제3, 5함대를 병합하여 실체화했다.
- 태스크포스 10: 함대장: (태평양 함대 총사령관 겸임)
- 태스크포스 11: 남태평양 부대: VADM W. L. 칼훈
- 태스크포스 12: 없음
- 태스크포스 13: 태평양 수륙양용군: VADM 리치먼드 K. 터너
- 태스크포스 14: 태평양 함대운영훈련사령부: RADM 프란시스 C. 데네브링크[5]
- 태스크포스 15: 태평양 함대 순양함대: RADM 월든 L. 아인워스
- 태스크포스 16: 태평양 근무군: VADMl W. W. Smith
- 태스크포스 17: 태평양 잠수함군: VADM 찰스 A. 락우드 Jr.
- 태스크포스 18: 태평양 함대, 기뢰정(s)(ComMinPac): RADM A. Sharp
- 태스크포스 19: 태평양 해군 항공군: VADM 조지 D. 머레이

### 제3함대
- 함대장: 제독 윌리엄. F. 할시
- 참모장: RADM 로버트 B. Carney
- 태스크포스 30: (함대사령관)
- 태스크포스 31-59: (배정된 부대 없음)

### 제5함대
- 함대장: 제독 R. A. 스프루언스
- 참모장: RADM A. C. Davis
- 태스크포스 50: (함대사령관)
- 태스크포스 51-59: (배정된 부대 없음)

### 제7함대
제7함대는 종전을 맞이할 때까지 남서태평양 지역 사령부의 지휘통제를 받았다.
- 사령관: VADM 토머스. C. 킨케이드
- 부사령관: RADM C. E. 밴 후크
- 참모장: Commo. H. Schaeffer
- 태스크포스 70: 함대사령관
- 태스크포스 71 잠수함대: RADM J. 파이프 주니어
- 태스크포스 72 근무부대: RADM R. O. Glover
- 태스크포스 73 항공대장: RADM F. D. Wagner
- 태스크포스 74 순양함대: RADM R. S. Berkey
- 태스크포스 75 필리핀 해역대장: RADM J. L. Kauffman
- 태스크포스 76: 수륙양용부대: RADM D. E. Barbey
  - 제6전단장: RADM F. B. 로열
  - 제8전단장: RADM W. M. Fechteler
  - 제9전단장: RADM A. D. Struble
- 호위기뢰정전대장: Capt. J. D. Beard
- 모터어뢰정전대장: Comdr. S. S. Bowling
- 함대훈련사령부: Comdr. A. G. W. McFadden
- 제7함대 상륙부대, 행정사령부: Capt. H. J. 넬슨

### 제9함대
- 제9함대 함대장: (태평양 함대 총사령관 겸임)
- 태스크포스 93: 태평양 해역 전략 항공군 - 미국 육군 소장 W. H. Hale
- 태스크포스 94: 중앙태평양 전방지역 - V. Adm. J. H. 후버
- 태스크포스 95: 없음
- 태스크포스 96: 마셜-길버트 부대 - R. Adm. W. K. Harrill
- 태스크포스 97: 하와이 해양 국경대 - V. Adm. D. W. Bagley
- 태스크포스 98: 하와이 방위구역 - 미국 육군 중장 로버트 C. 리처드슨 주니어

### 북태평양 부대
- 사령관: VADM 프랭크 잭 플레처
- 참모장: Captain R. E. 로빈슨 주니어
- 부사령관: RADM R. F. 우드 (알래스카 해양 국경대 겸임)
- 태스크포스 90: 북태평양 부대, 항공기대 - 미국 육군 항공대 소장 D. 존슨
- 태스크포스 91: 알래스카 해양 국경대(Sea Frontier Forces)
- 태스크포스 92:
  - R. Adm. J. H. Brown (D)
  - Capt. H. L. Thompson (R)

태스크포스 90-92는 태평양 함대 총사령관, 미국 함대 총사령관, 해군작전부장인 체스터 니미츠 함대제독이 북태평양 부대에 배정하였다.

### 남태평양 부대
- 남태평양 지역 및 남태평양 부대
  - 사령관: VADM W. L. 칼훈
  - 참모장: Commodore R. P. 클래스
- 남태평양 부대 근무전대
  - 전대장: RADM P. Hendren
  - 참모장: Captain F. 클로즈

## 1991년 6월, 불타는 철야 작전
- 에이브러햄 링컨 전투단 (제3항공모함단 출항): USS 에이브러햄 링컨, USS 롱비치, USS 레이크 섐플레인, USS 메릴, USS 개리, USS 인그래함, USS 로어노크
- 알파 상륙준비단 (제3수륙양용전대 embarked): USS 펠렐리우, USS 클리블랜드, USS 컴스톡, USS 브리스톨 카운티, USS 미드웨이, USS 커티스, USS 로드니 M. 데이비스, USS 테치, USS 아칸소, USS 맥클러스키, USS 세인트루이스, USS 샌버너디노, 틀:MV, 틀:MV, USS 나이아가라 폴, 틀:USNS, USNS 파썸프식, 틀:USNS, USS 할레아칼라, 틀:USNS, USS 케이프코드.
- 이후 작전에 추가된 JTF 마리아나 (1992년 8-9월), JTF 하와이 (1992년 9-10월).

## 1995년 수상함 재배치
1995년 10월 1일, 미국 태평양 함대의 수상함은 6개 핵심 전투단과 8개 제구축함전대로 재조직. 영구적인 핵심 전투단들은 전투단 사령관을 포함하여, 항공모함, 항공모함 항공단(CAW)와 최소 두척의 순양함을 갖춘다.
- 제1순양함-구축함단/USS 컨스텔레이션 전투단: USS 레이크 이리, USS 초신
- 제3순양함-구축함단/USS 칼 빈슨 전투단: USS 실로, USS 캘리포니아, USS 아칸소
- 제5순양함-구축함단/USS 키티호크 전투단: USS 카우펜스, USS 앤티템
- 제3항공모함단/USS 에이브러햄 링컨 전투단: USS 프린스턴, USSC 챈슬러즈빌
- 제5항공모함단/USS 인디펜던스 전투단: USS 벙커힐, USS 모빌 베이
- 제7항공모함단/USS 니미츠: USS 포트 로열, USS 레이크 섐플레인
- 태평양 수상함군:
  - 제1구축함전대: USS 코프랜드, USS 조지 필립, USS 존 A. 무어, USS 루이스 B. 풀러, USS 말론 S. 티스데일, USS 사이드스, USS 워즈워스, USS 레이드
  - 제5구축함전대: USS 쿠싱, USS 존 S. 맥케인, USS 잉거솔, USS 크로멜린, USS 루벤 제임스
  - 제7구축함전대: USS 엘리엇, USS 커티스 윌버, USS 메릴, USS 존 폴 존스, USS 해리 W. 힐
  - 제9구축함전대: USS 폴 F. 포스터, USS 데이비드 R. 레이, USS 캘러헌, USS 챈들러, USS 포드, USS 인그래함
  - 제15구축함전대: USS 파이프, USS 휴이트, USS 오브라이언, USS 커츠, USS 맥클러스키, USS 로드니 M. 데이비스, USS 타치
  - 제21구축함전대: USS 킨케이드, USS 스테담, USS 벤폴드, USS 벨리 포지, USS 자렛, USS Rentz
  - 제23구축함전대: USS 올덴도르프, USS 존 영, USS 피츠제럴드, USS 빈센스, USS 개리, USS 밴더그리프
  - 제31구축함전대: USS 플레처, USS 레프트위치, USS 할시, USS 폴 해밀턴

## 참고
1. ↑  Keith Allen. “Notes on U.S. Fleet Organisation and Disposition, 1898-1941”. 《The World War I Document Archive》 (영어). 2023년 6월 22일에 확인함.
2. ↑  “United States Navy, 8 / 7 December 1941”. 《niehorster.org》 (영어). 2005년 11월 30일. 2019년 4월 20일에 확인함.
3. ↑  “Destroyers, Battle Force Destroyer Flotilla 1”. 《niehorster.org》 (영어). 2023년 6월 2일에 확인함.
4. ↑  “United States Pacific Fleet Organization - 1 May 1945” (영어). Naval History and Heritage Command. 2019년 12월 13일에 확인함.
5. ↑  “Denebrink, Francis Compton” (미국 영어). 2024년 9월 4일에 확인함.
6. ↑  “Pacific Fleet Changes”. 《Kitsap Sun》 (영어). 1995년 7월 25일. 2013년 11월 10일에 원본 문서에서 보존된 문서. 2023년 6월 2일에 확인함.